# Dorio
Pour les articles homonymes, voir Dorio (homonymie).
Dorio est une commune italienne de la province de Lecco en Lombardie, qui se trouve sur le lac de Côme.

## Administration
| Période                                  | Période  | Identité              | Étiquette | Qualité |
| ---------------------------------------- | -------- | --------------------- | --------- | ------- |
| 7 juin 2009                              | En cours | Gianpietro Tengattini |           |         |
| Les données manquantes sont à compléter. |          |                       |           |         |

### Hameaux
Torchiedo, Panico, Crottino, Mandonico, Vesgallo, Rivetta

### Communes limitrophes
Colico, Dervio, Introzzo, Pianello del Lario, Sueglio, Tremenico, Vestreno